# 和差算
和差算（わさざん）とは、算数の文章題において、いくつかの数の和と差から元の数を求める解法のことである。連立方程式を使わないで解く、算数の特殊算で有名な問題の一つ。

## 例題
ある銭湯に2012人の入場者がいる。入場者のうち、女性は男子より146人多い。銭湯に入場している男性と女性の人数はいくらか。
解答
線分図より
- 和：女子+男子=2012人
- 差：女子-男子=146人

である。ここから
- 和+差=女子×2
- 和-差=男子×2

という式が導かれる。ゆえに求める人数は、
- 男子：(2012-146)÷2=933
- 女子：(2012+146)÷2=1079

で導ける。
答：男子が933人、女子が1079人
別解
- 女子をxとすると、男子は2012-xになる、x=2012-x+146となり、2x=2158、x=1079となる。
- 故に、男子は、2012-1079=933となる。

## 一般公式
大小2数の和と差が与えられたとき、小さい方は(和-差)÷2、大きい方は(和+差)÷2で求められる。
証明
大きい数をx、小さい数をyとする。
和はx+y、差はx-yとなる。
和+差は2x、和-差は2yとなる。
(和+差)÷2=x、(和-差)÷2=yとなる。

## 応用問題
次のような問題もこの問題の変種と見ることができる。

### 3組の2数の和
3組の2数の和から各々の数を求める問題。3元1次連立方程式にあたる。

#### 例題
3数A, B, C について、AとBの和は15、BとCの和は18、CとAの和は17であるとき、Aを求めよ。
解答
2数A, Bの和は15で、BからAを引いた差が18-17=1なので、(15-1)÷2=7
3数A, B, Cの和は(15+18+17)÷2=25なので、Aは25-18=7
別解
A=15-B=17-Cとする。C=18-Bより、15-B=17-(18-B)、(A,B,C)=(7,8,10)

### 和積算
2数の和・積から2数を求める問題。2次方程式である。

#### 例題
2つの整数がある。和は17、積は70であるとき、その数を求めなさい。
解答
1. 積が70になる整数の組を考えると、(1, 70), (2, 35), (5, 14), (7, 10)である。
2. このうち和が17になる組を捜すと、7+10=17なので、答えは(7, 10)。

別解
1. それぞれA、17-Aとする。
2. A(17-A)=70、A=10,7より、2つの整数は、10と7になる。

### 積商算
2数の積・商から、2数を求める問題。

#### 例題
正である2つの整数があり、2数の積が24、大きい数を小さい数で割ったときの商が6であった。2つの整数を求めなさい。
解答
1. 小さい数をa、大きい数を6×aとしたとき、6×a×a=24となる。
2. したがってa×a=24÷6=4となり、a=2のときこの式が成り立つため、小さい数は2であると分かる。
3. よって大きい数は6×2=12である。

別解
1. 小さい数をa、大きい数をyとする。
2. したがってay=24、6a=yとなる。
3. これを解くと、(a,y)=(2,12),(-2,-12)となるが、題意を満たすのは、(a,y)=(2,12)